# Дугласвілл (Джорджія)
Дугласвілл (англ. Douglasville) — місто (англ. city) в США, в окрузі Дуглас штату Джорджія. Населення — 34 650 осіб (2020).

## Географія
Дугласвілл розташований за координатами 33°44′18″ пн. ш. 84°42′26″ зх. д. / 33.73833° пн. ш. 84.70722° зх. д. (33.738328, -84.707237).  За даними Бюро перепису населення США в 2010 році місто мало площу 58,52 км², з яких 58,18 км² — суходіл та 0,34 км² — водойми.

## Демографія
Згідно з переписом 2010 року, у місті мешкала 30 961 особа в 11 627 домогосподарствах у складі 7692 родин. Густота населення становила 529 осіб/км².  Було 13163 помешкання (225/км²).
Расовий склад населення:
| - 55,9 % — чорних або афроамериканців - 36,0 % — білих - 1,8 % — азіатів - 0,2 % — корінних американців - 0,1 % — вихідців з тихоокеанських островів - 3,3 % — осіб інших рас |

До двох чи більше рас належало 2,8 %. Частка іспаномовних становила 7,2 % від усіх жителів.
За віковим діапазоном населення розподілялося таким чином: 28,3 % — особи молодші 18 років, 64,9 % — особи у віці 18—64 років, 6,8 % — особи у віці 65 років та старші. Медіана віку мешканця становила 32,7 року. На 100 осіб жіночої статі у місті припадало 87,8 чоловіків;  на 100 жінок у віці від 18 років та старших — 83,3 чоловіків також старших 18 років.
Середній дохід на одне домашнє господарство  становив 60 081 долар США (медіана — 47 707), а середній дохід на одну сім'ю — 69 855 доларів (медіана — 54 186). Медіана доходів становила 46 765 доларів для чоловіків та 43 664 долари для жінок. За межею бідності перебувало 19,1 % осіб, у тому числі 23,7 % дітей у віці до 18 років та 16,1 % осіб у віці 65 років та старших.
Цивільне працевлаштоване населення становило 14 285 осіб. Основні галузі зайнятості: освіта, охорона здоров'я та соціальна допомога — 20,6 %, роздрібна торгівля — 13,3 %, науковці, спеціалісти, менеджери — 13,0 %.